# Prosopagnosie
Prosopagnosie (van Grieks prosopon = gezicht en agnosia = onwetendheid) of gezichtsblindheid is een specifieke vorm van agnosie. Personen die lijden aan deze aandoening, hebben problemen bij het herkennen van gezichten, soms zelfs hun eigen gezicht in de spiegel. Hun gezichtsvermogen is intact en ze hebben in principe geen problemen om voorwerpen of vormen te herkennen. In de negentiende eeuw werd al onderzoek gedaan naar de aandoening (onder andere door Charcot), maar de naam werd pas in 1947 gegeven door de Duitse neuroloog Joachim Bodamer. De laatste jaren is er meer onderzoek gedaan, onder andere met nieuwe technieken als hersenbeeldvorming (PET en fMRI), wat ook heeft bijgedragen aan de kennis over de wijze waarop gezichten normaal worden herkend en hoe gelaatsuitdrukkingen worden geïnterpreteerd. Tot wel twee procent van de bevolking zou in meer of mindere mate aan prosopagnosie lijden.

## Neurale mechanismen
De oorzaak is meestal hersenletsel of een neurologische aandoening, maar er zijn gevallen bekend waarbij prosopagnosie aangeboren is. De aandoening kan ook een symptoom zijn van een psychische aandoening. Aanvankelijk vermoedde men dat het probleem lag in de rechterhersenhelft, waar gezichten als één geheel (holistisch) worden herkend. Bij normale proefpersonen blijkt daarbij een gebied diep in de temporale kwab (de gyrus fusiformis) een belangrijke rol te spelen bij herkenning van gezichten. In een uitgebreide studie van Farah bleek echter dat bij 41 van de 81 prosopagnosiepatiënten, de laesies bilateraal (in beide hersenhelften) aanwezig waren. Van de overige patiënten met unilaterale laesies traden de laesies vaker op in de rechter- dan in de linkerhersenhelft. De laesies (zowel bi- als unilateraal) bleken daarbij zowel in gebieden van de occipitale als temporale schors voor te komen. Hieruit kan men concluderen dat vooralsnog geen bewijs is gevonden dat aan prosopagnosie een stoornis van één specifiek hersengebied ten grondslag ligt.

## Algemene aspecten
Een van de zaken die bij het onderzoek naar prosopagnosie naar voren zijn gekomen, is dat gezichtsherkenning waarschijnlijk zowel bewust als onbewust plaatsvindt. Er zijn experimenten gedaan met patiënten die afwisselend foto's van bekende en onbekende mensen te zien kregen. Ze bleken veelal niet in staat te zijn de bekenden te herkennen, zelfs niet vaag, maar bij meting van de emotionele respons met een sensor op de huid bleek wel een galvanische huidreactie op te treden. Hieruit zou kunnen worden opgemaakt dat emotie een belangrijke rol speelt bij het herkennen van gezichten. Andersom blijken mensen met prosopagnosie qua hersenactiviteit in de gyrus fusiformis niet te verschillen van normale proefpersonen als er emotionele gezichten worden aangeboden, terwijl zij wel in hersenactiviteit achterblijven wanneer gezichten met een neutrale uitdrukking worden aangeboden.
Het syndroom van Capgras wordt ook weleens de tegenhanger van prosopagnosie genoemd. Bij dit syndroom worden gezichten wel herkend, maar hierbij ontbreekt de emotionele reactie.
Prosopagnosiepatiënten compenseren het gebrek door meer aandacht aan andere kenmerken te besteden. Ze concentreren zich bijvoorbeeld meer op het stemgeluid of richten zich op kleding om mensen te kunnen herkennen. Een vermoeiender manier van compensatie is het inschakelen van het gebied in de linkerhersenhelft waarmee details van gezichten worden herkend. Door al deze informatie te combineren, kan een prosopagnosiepatiënt de identiteit van het gezicht 'reconstrueren'. Uit onderzoek bij mensen met autisme blijkt dat deze compensatiemethode bij hen niet werkt. In plaats daarvan activeren ze hersencentra waarmee normaal voorwerpen worden herkend.